# Chabris
Chabris ist eine französische Gemeinde mit 2762 Einwohnern (Stand 1. Januar 2022) im Département Indre in der Region Centre-Val de Loire und gehört zum Arrondissement Issoudun und zum Kanton Valençay.
Chabris leitet sich vom gallischen Carobriva ab und bezieht sich auf den Fluss Cher. Die Bewohner bezeichnen sich selber als chabriots. Es gibt eine Partnerschaft mit Lonsee in Baden-Württemberg.

## Geografie
Der Ort befindet sich im Norden des Département Indre unweit der Grenze mit dem Département Loir-et-Cher in der Naturlandschaft Boischaut Nord. Die Gemeinde liegt acht Kilometer von Saint-Christophe-en-Bazelle und 42 Kilometer von Issoudun entfernt.
Durch das Gebiet der Gemeinde fließen die Flüsse Cher und Fouzon.

## Geschichte
Durch den Fund von Feuersteinsplittern ist belegt, dass auf dem Gebiet der Gemeinde bereits in der Jungsteinzeit gesiedelt wurde. Ende des 5. Jahrhunderts n. Chr. bezieht Saint-Phalier eine Einsiedelei in der Nähe von Chabris, dort verstirbt er im Jahre 525. Im 12. Jahrhundert gründete Robert d’Arbrissel in Chabris ein Nonnenkloster. Die Erzbischöfe von Bourges residierten im sogenannten Château de Bourges in Chabris. Während der Hugenottenkriege wurde die Kirche Saint-Phalier von Hugenotten unter Admiral Gaspard II. de Coligny geplündert. Die Residenz der Erzbischöfe von Bourges wurde ebenfalls geplündert und zerstört. Im Deutsch-Französischen Krieg gab es 11 Todesopfer auf Seiten der Chabriots zu beklagen, im Ersten Weltkrieg 121. Im Kampf gegen Nazi-Deutschland während des Zweiten Weltkriegs starben insgesamt 14 Einwohner von Chabris.

## Bevölkerungsentwicklung
| 1793 | 1866 | 1896 | 1931 | 1975 | 2018 |
| ---- | ---- | ---- | ---- | ---- | ---- |
| 1937 | 3111 | 2836 | 2372 | 2493 | 2759 |

## Sehenswürdigkeiten
Die église Saint-Christophe-et-Saint-Phalier ist die katholische Hauptkirche in Chabris. Sie wurde im 12. Jahrhundert errichtet, ihre heutige Gestalt erhielt sie im 15. Jahrhundert. Seit dem 18. Oktober 1910 ist sie als Monument historique denkmalgeschützt.

## Persönlichkeiten
- Michail Andrejewitsch Ossorgin (1878–1942), russischer Schriftsteller und Journalist; lebte ab 1940 bis zu seinem Tode in Chabris, er ist ebendort begraben.
- Luc Montagnier (1932–2022), Virologe und Nobelpreisträger